# Тикунов, Вадим Степанович
Вади́м Степа́нович Тикуно́в (8 апреля 1921 — 16 июля 1980) — советский государственный деятель, дипломат, генерал внутренней службы второго ранга (соответствует званию генерал-лейтенанта). Министр внутренних дел (затем общественного порядка) РСФСР, депутат Верховного Совета СССР 7-го созыва.

## Биография
Родился 8 апреля 1921 года в Симбирске.
После окончания средней школы в 1939 году поступил в Алма-Атинский государственный юридический институт, окончил его в 1942 году.
После окончания учёбы — на комсомольской и партийной работе.
В августе 1942 года стал секретарём Актюбинского обкома комсомола, в 1944 году начал работу в аппарате ЦК ВЛКСМ Эстонской ССР, в 1945 году — секретарь.
В 1947 году стал первый секретарём Владимирского обкома ВЛКСМ, с 1951 года — секретарь Владимирского горкома ВКП(б), затем — секретарь Владимирского обкома ВКП(б).
В июне 1952 года начал работу в аппарате ЦК КПСС, стал заведующим сектором органов госбезопасности отдела административных органов ЦК КПСС.
С ноября 1958 года — заместитель заведующего отделом административных органов ЦК КПСС.
С 1959 года в органах госбезопасности: 28 августа 1959 года занял должность заместителя председателя КГБ СССР (Шелепина).
С 25 июля 1961 года — министр внутренних дел РСФСР, с декабря 1962 года — министр охраны общественного порядка РСФСР (в связи с переименованием министерства).
26 июля 1966 года было создано общесоюзное Министерство охраны общественного порядка СССР, и ожидалось[кем?], что его возглавит Вадим Тикунов. Но 17 сентября 1966 года министром был назначен близкий к Л. И. Брежневу Николай Щёлоков. Вадим Тикунов был переведён на работу в аппарат ЦК КПСС. Владимир Семичастный, тогда председатель КГБ, спустя годы вспоминал, что он и член Политбюро А. Н. Шелепин возражали против назначения Щелокова министром — продвигая на эту должность Тикунова («Он юрист, он был зампредом КГБ, был замзавотдела ЦК партии административных органов… Бывший секретарь Владимирского обкома партии, по всем данным, только-только наградили его орденом [Ленина]… Кандидат в члены ЦК — что ещё надо?», — вспоминал Семичастный), однако с подачи Подгорного утверждение Щелокова министром всё же произошло.
В 1967 году стал членом Комиссии ЦК КПСС по выездам за границу, в 1969 году переведён в МИД СССР. В октябре 1969 года занял должность советника-посланника посольства СССР в Румынии.
21 марта 1974 года назначен на должность чрезвычайного и полномочного посла СССР в Республике Верхняя Вольта.
Сам Тикунов говорил о своём новом назначении:
Хорошо ещё, что в Верхнюю Вольту отправили, а могли бы и в Нижнюю загнать.
8 августа 1978 года занял пост чрезвычайного и полномочного посла СССР в Камеруне. Получил ранг чрезвычайного и полномочного посланника I класса.
Кандидат в члены ЦК КПСС (1961—1971). Депутат Верховного Совета СССР 7-го созыва, депутат Верховного Совета РСФСР VI созыва (избирался от Чечено-Ингушской АССР).
Умер 16 июля 1980 года в Яунде (Камерун). Похоронен на Новодевичьем кладбище.

## Награды
- Орден Ленина (1961)
- Орден Трудового Красного Знамени (28 октября 1948)[6]
- Орден Красной Звезды[7]